# گردشگری پزشکی
گردشگری پزشکی یا توریسم پزشکی (انگلیسی: Medical Tourism) شاخه‌ای از گردشگری سلامت است که در آن شخص از کشوری به سایر نقاط دنیا با امکانات پیشرفته‌تر بهداشتی و درمانی سفر می‌کند تا از خدمات پزشکی کشور مقصد در مراکز درمانی بهره‌مند شود. در اغلب موارد، هدف از توریسم پزشکی بهره‌مندی از قیمت پایین خدمات پزشکی یا دریافت سریع‌تر و بهتر خدمات در سایر نقاط دنیاست.
در سفرهای معمولی پزشکی، شخص برای دریافت خدمات پزشکی از کشوری کمتر توسعه یافته به کشورهای پیشرفته می‌رود و دلیل آن نبود خدمات مشابه در کشورش است. در حالی که در توریسم پزشکی خدمات مشابه ارائه می‌شود ولی توریست کشور دیگر را ترجیح می‌دهد.
خدمات ارائه شده در توریسم پزشکی متفاوت است و بستگی به انتخاب گردشگران دارد. از خدمات اولیه و ساده دندان پزشکی تا عمل جراحی‌های پیشرفته همچون تعویض زانو، جراحی قلب یا جراحی‌های زیبایی قابل ارائه بوده و محدودیتی ندارند.

## تاریخچه
تاریخچهٔ توریسم پزشکی به هزاران سال قبل و به یونان قدیم بر می‌گردد، زمانی که زائرین از نقاط گوناگون با گذر از دریای مدیترانه خود را به منطقه‌ای در خلیج «سرونیک» به نام «اپیدوریا» می‌رساندند. باورها بر این بود که مهراب خدای شفابخش یونانی‌ها، اسقلپیوس، در آنجا قرار دارد. بیماران با روزه گرفتن و نیایش به دنبال شفاء بیماری‌های خود بودند. در حال حاضر اپیدوریا قدیمی‌ترین خاستگاه گردشگری پزشکی در جهان شناخته می‌شود.
تاریخ گردشگری سلامت به قرن‌ها پیش برمی‌گردد. خیلی قبل از آن‌که مردم برای عمل قلب، جراحی‌های پلاستیک یا زیباسازی دندان‌ها طی مسافت‌های طولانی به سراسر دنیا سفر کنند تا بهترین خدمات پزشکی را دریافت نمایند. می‌توان گفت سفر درمانی قدمتی به اندازه عمر علم پزشکی دارد.
در ادامه تاریخ گردشگری سلامت را از زمان‌های کهن تا به امروز دنبال می‌کنیم. این خط زمانی نشان می‌دهد هر زمان که درمان پزشکی در دسترس نبوده‌ است، در هر مکان و هر دوره تاریخی، افراد بیمار و آسیب‌دیده برای دریافت خدمات درمانی سفر می‌کردند.

## دوره باستان
تحقیقات در خصوص تمدن‌های باستانی نشان می‌دهد رابطه عمیقی بین دین و مراقبت سلامت وجود داشته‌ است که به هزاران سال قبل برمی‌گردد و بسیاری از تمدن‌های باستانی با اثر شفابخش چشمه‌های آب گرم معدنی آشنا بوده‌اند. آنچه در ادامه می‌خوانید مربوط به برخی از اولین تمدن‌های بشری است:
- سومریان (حدود ۴۰۰۰ سال قبل از میلاد مسیح) یکی از اولین مجموعه‌های شناخته شده سلامت را در اطراف چشمه‌های آب گرم بنا کردند. این مرکز سلامتی شامل معابد با شکوه در کنار استخرهای جاری بود.
- طی عصر برنز (حدود ۲۰۰۰ سال قبل از میلاد مسیح) قبیله‌هایی در سنت موریتز کنونی در کشور سوییس، به فواید نوشیدن آب چشمه‌های معدنی غنی از آهن و آب‌تنی در آن چشمه‌ها پی بردند. همان لیوان‌های برنزی که آن‌ها برای نوشیدن این آب‌ها استفاده می‌کردند در چشمه‌های آب گرم فرانسه و آلمان نیز یافت شده‌ است. این موضوع می‌تواند نشانه وجود گردشگر سلامت در میان این تمدن‌ها باشد.
- یونانیان باستان اولین کسانی بودند که زمینه را برای ایجاد یک شبکه وسیع توریسم پزشکی آماده کردند.[۴] آن‌ها به احترام آسکِلِپیوس، خدای درمان و پزشکی، معابد آسکِلِپیوس را بنا نهادند که به یکی از اولین مراکز سلامتی جهان بدل شدند. مردم از همه‌جا به این معابد سفر می‌کردند و درمان بیماری‌های خود را در این معابد می‌جستند.
- در سال ۳۰۰ قبل از میلاد مسیح، معابد درمانی دیگری در قلمرو یونان ظهور یافتند. یکی از آن‌ها اپیداروس نام داشت و بیشترین شهرت متعلق به این مرکز بود که دارای یک زورخانه، مزرعه مار، معبد رؤیا و حمام آب گرم بود. از دیگر معابد دارای اسپا می‌توان به محراب زئوس در المپ و معبد دلفی اشاره کرد.
- در هند نیز تاریخ توریسم پزشکی به آرامی در حال شکل گرفتن بود. زمانی که یوگا و طب آیورودیک در حال محبوب شدن بود. از ۵۰۰۰ سال پیش، موج گردشگران سلامت و شاگردان معنوی به سمت هند سرازیر شد تا با فواید این روش‌های درمانی جایگزین آشنا شوند.
- زمانی که روم به یک قدرت جهانی تبدیل شد، حمام و چشمه‌های آب گرم که ترمی (thermae) نامیده می‌شدند به وجود آمدند و در بین اشراف محبوب شدند. این حمام‌ها نه تنها جنبه درمانی داشتند، بلکه برای ثروتمندان و اشراف کارکردی تجاری و اجتماعی نیز داشتند.[8]

## جزئیات
طبق تعریف سازمان جهانی گردشگری، توریسم پزشکی یعنی سفر به منظور درمان بیماری‌های جسمی یا انجام نوعی از عمل‌های جراحی زیر نظر پزشکان در بیمارستان‌ها یا مراکز درمانی. گردشگری پزشکی از زیرشاخه‌های گردشگری سلامت است. این نوع سفر از اوایل ۱۹۹۰ به دلایل مختلفی همچون جهانی شدن و آزاد سازی تجارت، تغییر نرخ ارز در اقتصاد و در نتیجه محبوبیت کشورهای آسیایی از این حیث، بیشتر رایج شد. بحران‌های اقتصادی در منطقه کشورهای آسیایی سبب شد که در این مناطق بیشتر به این صنعت توجه شود.
قیمت یکی از اصلی‌ترین فاکتورهای موفقیت توریسم پزشکی است. برای نمونه، بیشترین دلایل سفرهای پزشکی آمریکایی‌ها به دلیل قیمت‌های ارزان در سایر کشورهاست. عمل اسپینال فیوژن در آمریکا قیمتی حدود ۶۲٫۰۰۰ دلار دارد. در حالی که همین عمل جراحی در مالزی برابر است با ۶٫۰۰۰ دلار.
جدول پایین، قیمت خدمات پزشکی در آمریکا، هند و ایران را بررسی می‌کند.
| نوع خدمت        | قیمت در آمریکا (دلار) | قیمت در هند (دلار) | قیمت در ایران (دلار) |
| --------------- | --------------------- | ------------------ | -------------------- |
| انژیوپلاستی     | ۴۷٫۰۰۰                | ۱۱٫۰۰۰             | ۱/۵۰۰                |
| عمل دریچه قلب   | ۱۵۰٫۰۰۰               | ۹٫۵۰۰              | ۷/۰۰۰                |
| عمل زیبایی بینی | ۴٫۵۰۰                 | ۲٫۰۰۰              | ۵۰۰                  |
| امپلیمنت دندان  | ۱٫۱۸۸                 | ۱٫۱۰۰              | ۳۰۰                  |
| پیوند زانو      | ۴۸٫۰۰۰                | ۸٫۰۰۰              | ۶/۰۰۰                |
| پیوند مفصل ران  | ۴۷٫۰۰۰                | ۹٫۰۰۰              | ۶/۵۰۰                |

جدول پایین لیست تفاوت قیمت بین آمریکا و چند کشور دیگر را با درصد نشان می‌دهد:
| نام کشور  | درصد تفاوت با آمریکا |
| --------- | -------------------- |
| ایران     | ۵۰۰– کمتر ۸۰         |
| برزیل     | ۴۰–۲۵                |
| کاستاریکا | ۶۵–۴۰                |
| هند       | ۹۰–۶۵                |
| کره       | ۴۵–۳۰                |
| مالزی     | ۸۰–۶۵                |
| مکزیک     | ۶۵–۴۰                |
| سنگاپور   | ۴۵–۳۰                |
| تایوان    | ۵۵–۴۰                |
| تایلند    | ۷۰–۵۰                |
| ترکیه     | ۶۵–۵۰                |

زمان و سرعت نیز از عوامل بسیار مهم در انتخاب کشورها به عنوان مقصد گردگشری سلامت هستند. در کانادا، زمان انتظار برای عمل جراحی مفصل ران برابر است با ۲۶ هفته در نوبت ماندن؛ در حالی که همین عمل در سنگاپور، تایوان یا هند، در عرض چند روز پس از پذیرش بیمار قابل انجام است.

## روش انجام
شخص به یکی از آژانس‌ها و یا شرکت‌های دارای مجوز گردشگری سلامت به عنوان ارائه دهنده خدمات توریسم پزشکی مراجعه می‌کند. در اینجا به اطلاعاتی همچون منشأ بیماری، نظر پزشک متخصص، پرونده سوابق پزشکی - درمانی و داروهای مصرفی نیاز است. سپس کارشناسان پیشنهادهای خود را در مورد انتخاب کشور، بیمارستان، پزشک و هزینه‌ها اعلام می‌کنند و بیمار می‌تواند طبق نظر خود موارد دلخواه را انتخاب کند. در نهایت بیمار به همراه نامهٔ تاییدیه در مورد وضعیت بیماری، به سفارت کشور مورد نظر برای دریافت ویزا مراجعه و پس از سفر تحت درمان قرار می‌گیرد.

بعضی از آژانس‌ها وظیفه تعیین وقت و کارهای اداری لازم، پیش و بعد از مراحل درمان را نیز از طرف بیمار پذیرفته و انجام می‌دهند. بعد از اتمام مراحل، بیمار می‌تواند برای مدت معین در مقصد بماند یا به کشور خودش بازگردد.
خدماتی که شرکت‌ها و آژانس‌های دارای مجوز در حوزه گردشگری سلامت ارائه می‌دهند به شرح زیر است:
- مشاوره آنلاین در ابتدای ثبت درخواست

- بررسی وضعیت بیمار
- انتخاب پزشک، بیمارستان یا کلینیک مناسب برای بیمار
- تعیین وقت مشاور آنلاین
- گرفتن ویزا
- گرفتن بیمه مسافرتی برای بیمار
- رزرو محل اسکان مانند: هتل، هتل، آپارتمان بنابر نیاز بیمار
- هماهنگی برای جراحی
- همراهی بیمار بعد از عمل
- مشاوره بعد از عمل
- هماهنگی و همراهی برای خروج بیمار از ایران

## خطرپذیری‌ها
توریسم پزشکی شامل یک سری ریسک و خطر پذیری‌هاست که معمولاً بیماران در کشور خود با این چنین خطراتی کمتر رو به رو می‌شوند.
- کشورهایی همچون هند، آفریقای جنوبی یا تایوان دارای مبتلایان زیادی به بیماری‌های همه‌گیری مثل هپاتیت، مالاریا، حصبه یا انواع آنفلونزاها هستند. با وجود رعایت استانداردها توسط پزشکان، بودن در چنین محیط‌هایی امکان آلوده شدن به این بیماری‌ها را افزایش می‌دهد.
- تشخیص کیفیت کار پزشک نیز به مراتب، خود نوعی مشکل است. پزشک ممکن است دارای دانش کافی نبوده و در صورت بروز هر مشکلی، پیگیری قانونی در یک کشور غریبه به سادگی میسر نخواهد شد.
- توریست‌ها لازم است تمامی جوانب را نیز در نظر داشته باشند. اگر بنا به دلایلی وضعیت بیمار در حین معالجه وخیم‌تر شد و به تشخیص دکتر نیاز به مراحل طولانی تری پیدا کند، هزینه‌ها ممکن است چندین برابر آنچه که تصور می‌شود شود.
- همراه داشتن شخصی از خانواده یا دوستان نیز مهم است. اگه به هر دلیلی نیاز به انجام کاری پیش آید، در صورت داشتن همراه سختی کمتر متوجه بیمار خواهد بود. البته داشتن یک همراه به معنی هزینه‌های ۲ برابر در پرواز، هتل و … است.
- کیفیت خدمات بعد از عمل‌های جراحی در کشورهای مختلف متفاوت است که ممکن از با انتظارات افراد همخوانی نداشته باشد.

همین‌طور در صورتی که بیمار بعد از عمل جراحی قصد بازگشت به کشورش را داشته باشد، امکان تشدید عوارض بعد از عمل در سفرهای طولانی هوایی و جا به جایی‌های مکرر وجود دارد. طبق تحقیقاتی که در نروژ انجام شد، بدترین قسمت توریسم پزشکی، دردها و مشکلات بیمار در حین بازگشت وی به کشورش است.
از مشکلات دیگر توریسم پزشکی، رایج شدن خرید و فروش غیرقانونی ارگان‌های بدن است که این مورد در کشورهای پر جمعیت همچون هند و چین بسیار رایج است و مشکلات خاص خود را دارد.
البته قابل ذکر است که سازمان‌های بین‌المللی همچون مؤسسه غیرانتفاعی MTI (Medical Teams International) یا JCI (Joint Commission International) در تلاش برای نظارت و آموزش مراکز درمانی جهت افزایش کیفیت و ایمنی خدمات پزشکی در کشورهای مختلف دنیا هستند. در این راه و برای تشویق مراکز درمانی به رعایت نکات لازم، این سازمان‌ها اقدام به ارائه گواهینامه‌های استاندارد کرده‌اند و مراکزی که موفق به کسب این گواهی نامه‌ها شوند، در عرصه جهانی به عنوان مرکزی موفق و استاندارد شناخته شده خواهند بود.

## مهم‌ترین مقصدهای گردشگری پزشکی
به دلیل ارز آوری و درآمدهای بسیار بالایی که توریسم پزشکی دارد، بسیاری از دولت‌ها با قدرت بالایی در حال تقویت این صنعت در کشورشان هستند. کشورهای پیشرو در عرصه توریسم پزشکی به شرح زیر هستند:
برزیل: یکی از قدیمی‌ترین کشورها در توریسم پزشکی می‌باشد که البته بیشتر شهرت خود را مدیون جراحی‌های زیبایی است؛ اما جراحی‌های غیر زیبایی در برزیل به تازگی شروع به فعالیت کرده و پیشینه زیادی ندارند. اولین بیمارستان مورد تأیید استانداردهای JCI در خارج از آمریکا، بیمارستانی در برزیل بود که موفق به دریافت گواهینامه این کمیسیون شد.
کاستاریکا: در طول سال‌های گذشته کاستاریکا تلاش بسیاری برای رشد در گردشگری پزشکی انجام داد و از سال ۲۰۰۷ از پیشگامان این صنعت محسوب می‌شود. در حال حاضر کاستاریکا دارای ۳ بیمارستان مورد تأیید JCI است که هر ۳ در شهر سن خوزه هستند.
هند: از کشورهای مهم آسیایی در عرصه توریسم پزشکی که ۲۲ بیمارستان آن موفق به دریافت گواهینامه JCI شده‌اند. توریسم پزشکی هند بسیار در جهان شهرت دارد، عمده دلیل جذب شدن توریست‌ها به هند، ارزان بودن خدمات به نسبت سایر کشورهاست. همچنین هند طرح ویزای M را به اجرا درآورده است، ویزایی که در سفارتخانه‌های هند در دیگر کشورها به افرادی داده می‌شود که جهت دریافت خدمات پزشکی قصد سفر به هند را دارند.
مکزیک: مقصد بسیار جذاب برای توریست‌های پزشکی، مخصوصاً آمریکایی هاست. آمریکایی‌های ساکن ایالت‌های جنوبی هم‌مرز با مکزیک همچون نومکزیکو، اریزونا یا تگزاس تقریباً به شکل روتین وار به مکزیک رفته و خدمات پزشکی ارزان آنجا را تجربه می‌کنند. به عنوان نمونه خدمات دندان پزشکی متخصصین در مکزیک یک چهارم تا یک پنجم همان خدمات در آمریکاست. بحث مکزیک به قدری برای آمریکایی‌ها جذاب است که مسئولان ایالت تگزاس درخواست صدور اجازه فعالیت برای افراد در حوزه سلامت در دو طرف مرز را دارند در حالی که پزشکان آمریکایی به شدت با این طرح مخالفند و اعتقاد دارند که توان رقابت با قیمت‌های پایین مکزیک برای آن‌ها وجود ندارد.
پاناما: جاذبه‌های دیدنی، دو زبانه بودن پزشکان، داشتن مدارک و استانداردهای بین‌المللی، استفاده از واحد پول دلار آمریکا و عدم نیاز توریست‌ها به تبدیل کردن پول. دلایلی همچون این موارد دست به دست هم دادند تا پاناما یکی از پیشروها در صنعت توریسم پزشکی در عرصه بین‌الملل شود.
سنگاپور: این کشور دارای چندین بیمارستان مورد تأیید JCI است. استانداردهای بهداشتی در سنگاپور بسیار بالاست؛ طبق گزارش سازمان بهداشت جهانی که در سال ۲۰۰۰ منتشر شد، سنگاپور ششمین کشور از نظر داشتن بهترین سیستم بهداشتی - درمانی در جهان، و اولین کشور در آسیا است. عمده بیمارانی که به سنگاپور مراجعه می‌کنند از کشورهای همسایه همچون مالزی، اندونزی و کشورهای جنوب آسیایی هستند.
تایوان: دولت تایوان به شکل رسمی اعلام کرد که قصد دارد کشورش را به مرکز توریسم پزشکی تبدیل کند و در این راه در سال ۲۰۰۷ وزارت بهداشت تایوان طرحی را به اجرا درآورد تا سطح تمامی خدمات پزشکی در این کشور بالا رود. در ادامه، برنامه‌ای برای همکاری گسترده دولت تایوان با مراکز آکادمیک جهت معرفی تایوان به عنوان یک برند توریسم پزشکی در جهان ارائه شده بود. بیمارستان‌های تایوان موظف به ارائه آمارهای دقیق به دولت هستند. بر اساس این آمارها، فقط بین ماه‌های ژانویه تا اوت ۲۰۱۲، بیش از ۶۰٫۰۰۰ توریست برای درمان به بیمارستان‌های تایوان مراجعه کرده‌اند.
ایران: کشور ایران به دلیل برخورداری از استاندارهای بالا در تحقیقات و خدمات پزشکی، به‌روزترین بیمارستان‌ها و پزشکان متخصص در تمامی حوزه‌های پزشکی، به یکی از مقاصد مهم گردشگری سلامت در سال‌های اخیر مبدل شده است. همچنین هزینه‌های پایین درمان تا 70% در مقایسه با بسیاری از کشورهای اروپایی و آمریکایی باعث شده‌است که ایران به عنوان یک مقصد مهم گردشگری سلامت در نظر گرفته شود.
بر اساس آمار وزارت بهداشت درمان و اموزش پزشکی ایران، تعداد بیماران خارجی که به دنبال درمان در ایران هستند به طور پیوسته افزایش یافته است و از حدود 200 هزار نفر در سال 2017 به بیش از 300 هزار نفر در سال 2021 افزایش یافته است. این روند صعودی ناشی از متخصصان پزشکی بسیار اموزش دیده ایران، امکانات بهداشتی پیشرفته در شهرهای بزرگ مانند تهران، مشهد و اصفهان و هزینه های درمانی نسبتا پایین در مقایسه با بسیاری از کشورهای توسعه یافته است.
همچنین آمار تعداد گردشگران پزشکی در ایران به منبع و بازه زمانی متفاوت است: +300 هزار نفر گردشگر پزشکی، گزارش شده توسط اداره گردشگری پزشکی ایران برای سال تقویمی 2017-2018 ایران. 
توریست‌های پزشکی ایران از دو نوع هستند:
برخی از مسافران از کشورهای همسایه هستند؛ یعنی ترکیه، عراق، آذربایجان، پاکستان، عمان و افغانستان. این گروه معمولاً به دنبال درمان‌های نجات بخش و جراحی‌های زیبایی مانند چشم‌پزشکی، درمان ناباروری، جراحی قلب باز، جراحی ستون فقرات و پیوند عضو هستند. ایران همچنین دارای توریست‌های پزشکی است که از کشورهای پیشرفته تر به ایران می‌آیند و بیشتر به دنبال روش‌های زیبایی، جراحی باریاتریک، جراحی پلاستیک، کاشت مو، جراحی سینه و آستین معده هستند. کشور ایران در زمینهٔ گردشگری سلامت دارای امکانات طبیعی و امکانات پیشرفتهٔ پزشکی می‌باشد و همین امر باعث پیشرفت این صنعت در ایران شده‌است. ایران دارای چشمه‌های آب معدنی در اکثر استانها، مناطق بیابانی مانند قم، می‌باشد و در زمینهی درمان ناباروری در مراکز درمانی در شهرهایی مثل یزد، تهران، شیراز و مشهد، خدمات دندانپزشکی، مراکز دیالیز و انواع آن، جراحی قلب، جراحی پلاستیک، چشم پزشکی و ارتوپدی، پیوند مغز استخوان پیشرفتهای قابل توجهی داشته‌است که گردشگران سلامت را برای سفر به ایران ترغیب می‌کند.

## مرتبط
گردشگری پزشکی در ایران